# ラブレイン
『ラブレイン』は、2012年3月26日から5月29日まで放送された大韓民国 KBS月火ドラマである。主演はチャン・グンソク、少女時代のユナ。ユン・ソクホ監督と脚本家オ・スヨンが『冬のソナタ』から10年ぶりにタッグを組んだ。9月20日より、ファンの熱烈な支持を得て映画化が発表された。映画は『ラブレイン＜劇場ver.＞運命の恋』と『ラブレイン＜劇場ver.＞禁じられた愛』、『ラブレイン＜ステージ発表オフ用ver>』の三部構成で綴られる。

## あらすじ
70年代、ソウル。韓国大学美術学科の学生で御曹司のソ・イナ（チャン・グンソク）は、わずか３秒で恋に落ちてしまった―。ベンチに座る女学生を見かけて心惹かれたイナは、窓の外に目を向けてスケッチをはじめる。彼女が姿を消したことに気づいて急いで外に出たイナがぶつかってしまった相手こそ、スケッチした彼女だった。ほとんど言葉を交わすことなく別れるが、イナは彼女が落とした日記帳から、同じ大学の家政学科に通うキム・ユニ（ユナ）であることを知る。ふたりはある雨の日に再会。ひとつの傘に入ったイナとユニは、その日をきっかけに、お互いを意識しはじめる。けれどもイナがユニに告白しようと心に決めたとき、医学科に通うイナの友人のドンウク（キム・シフ）も、ユニに思いを寄せていることがわかってしまう。積極的なドンウクの態度を見て、一度はユニをあきらめようとするイナだが、その思いは募るばかり。ふたりは愛を育みはじめるが、様々な壁がイナとユニの前に立ちふさがり、お互いへのかけがえのない思いを胸に抱きながらも、別れる道を選んでしまう……。
2012年。美術の教授となったイナ（チョン・ジニョン）はかつて愛したユナのことが今でも忘れられず、息子のジュンがまだ幼かった頃に離婚。樹木医となったユニ（イ・ミスク）はアメリカ留学中に出会った夫を失い、娘のハナをひとりで育て上げていた。そんなふたりが、雨の日に再会を果たす。彼らの子どもであるジュン（チャン・グンソク）は売れっ子のフォトグラファー、そしてハナは母親の影響でガーデナーとして働いている。ジュンとハナも北海道で偶然に出会い、反発しあいながらも惹かれあっていくが……。

## 登場人物

### 1970年代
ソ・イナ：チャン・グンソク（吹替：平川大輔）
美術科の学生、ユニに一目惚れする
キム・ユニ：ユナ（少女時代）（吹替：堀江由衣）
家政学科の学生、イナに惹かれていく
イ・ドンウク：キム・シフ（吹替：森久保祥太郎）
医学科の学生・人気DJ。ユニに一目惚れし積極的にアプローチを行う
キム・チャンモ：ソ・イングク（吹替：内田岳志）
法学科の学生、ヘジョンが気になる
ペク・ヘジョン：ソン・ウンソ（吹替：伊藤静）
家政学科の学生、金持ちの一人娘。イナに好意を持っている
ファン・インスク：ファン・ボラ（吹替：福圓美里）
家政学科の学生、チャンモのことが気になる

### 2012年代
ソ・ジュン：チャン・グンソク（吹替：平川大輔）
人気フォトグラファー、イナの息子
チョン・ハナ：ユナ（吹替：堀江由衣）
大学院生・ガーデナー、ユニの娘
イ・ソノ：キム・シフ（吹替：森久保祥太郎）
医師、ドンウクの息子。ハナが気になる
ハン・テソン：キム・ヨングァン（吹替：浪川大輔）
ガーデナー、ハナの先輩
チャンス：イ・チャノ
ハナの友人
ソ・イナ：チョン・ジニョン（吹替：堀内賢雄）
美大専任教授、ジュンの父。ヘジョンと結婚したが離婚している
キム・ユニ：イ・ミスク（吹替：小山茉美）
樹木治療師、ハナの母。夫とは死別している
ペク・ヘジョン：ユ・ヘリ（吹替：一城みゆ希）
衣類ブランドCEO、ジュンの母。イナと結婚したが離婚している
イ・ドンウク：クォン・イナ
ソノの父
イ・ミホ：パク・セヨン
ソノの妹
インソン：シン・ジホ
ソノの後輩
キム・チャンモ：パク・チイル
音楽カフェ社長
キム・ジョンソル：ソ・イングク（吹替：内田岳志）
歌手、チャンモの甥
チョ・ス：オ・スンユン
ジュンの助手

### 特別出演
- アン・ジョンフン
- ユ・ヨル
- イ・ジュシル
- チョン・ヒジュ
- チョ・ヒョンウ

## 視聴率
下の青色数字は最低視聴率赤数字は最高視聴率。 視聴率調査会社と地域別で視聴率に差がある。

### 韓国
| 放送回 | サブタイトル           | 放送日         | TNmS視聴率     | TNmS視聴率       | AGBニールセン視聴率 | AGBニールセン視聴率 |
| 放送回 | サブタイトル           | 放送日         | 大韓民国(全国) | ソウル（首都圏） | 大韓民国(全国)      | ソウル（首都圏）    |
| ------ | ---------------------- | -------------- | -------------- | ---------------- | ------------------- | ------------------- |
| 第1話  | 運命の出会い           | 2012年 3月26日 | 12.2%          | 15.8%            | 11.6%               | 12.6%               |
| 第2話  | 青春とは?              | 2012年 3月27日 | 12.0%          | 17.2%            | 10.4%               | 11.2%               |
| 第3話  | 告白                   | 2012年 4月2日  | 9.6%           | 18.0%            | 8.9%                | 9.8%                |
| 第4話  | 切ない別れ             | 2012年 4月3日  | 10.6%          | 16.6%            | 10.6%               | 12.6%               |
| 第5話  | ダイヤモンドスノー伝説 | 2012年 4月9日  | 10.4%          | 17.6%            | 10.8%               | 11.6%               |
| 第6話  | ジュンの戸惑い         | 2012年 4月10日 | 13.0%          | 16.2%            | 11.8%               | 14.2%               |
| 第7話  | 恋の始まり             | 2012年 4月16日 | 11.0%          | 17.8%            | 10.0%               | 11.0%               |
| 第8話  | 雨の中の再会           | 2012年 4月17日 | 12.0%          | 16.4%            | 12.8%               | 14.6%               |
| 第9話  | 走り出した愛           | 2012年 4月23日 | 9.4%           | 17.8%            | 10.4%               | 11.8%               |
| 第10話 | 甘いキス               | 2012年 4月24日 | 10.0%          | 14.8%            | 11.5%               | 12.8%               |
| 第11話 | 残酷な真実             | 2012年 4月30日 | 9.4%           | 15.4%            | 11.2%               | 12.4%               |
| 第12話 | 一方的な別れ           | 2012年 5月1日  | 8.6%           | 14.6%            | 10.4%               | 11.6%               |
| 第13話 | 32年目のプロポーズ     | 2012年 5月7日  | 8.0%           | 16.4%            | 10.2%               | 11.0%               |
| 第14話 | 暴風前夜               | 2012年 5月8日  | 9.6%           | 14.0%            | 11.8%               | 12.0%               |
| 第15話 | 涙のウェディングドレス | 2012年 5月14日 | 9.6%           | 18.0%            | 12.0%               | 14.4%               |
| 第16話 | 葛藤の日々             | 2012年 5月15日 | 8.4%           | 15.0%            | 10.4%               | 12.0%               |
| 第17話 | もう離さない           | 2012年 5月21日 | 9.7%           | 16.2%            | 11.6%               | 12.0%               |
| 第18話 | 新たな障害             | 2012年 5月22日 | 9.4%           | 14.4%            | 10.0%               | 10.0%               |
| 第19話 | ねじれた運命           | 2012年 5月28日 | 11.5%          | 17.6%            | 10.3%               | 12.4%               |
| 第20話 | 愛の誓い               | 2012年 5月29日 | 11.2%          | 15.0%            | 11.8%               | 13.6%               |

## 日本国内放送局
| 放送地域       | 放送局             | 放送期間                      | 放送日時                     | 放送系列       |
| -------------- | ------------------ | ----------------------------- | ---------------------------- | -------------- |
| 関東広域圏     | フジテレビ         | 2012年7月25日 - 8月22日       | 毎週月曜〜金曜 15:52 - 16:50 | フジテレビ系列 |
| 静岡県         | テレビ静岡         | 2012年8月1日 - 8月29日        | 毎週月曜〜金曜 15:52 - 16:50 | フジテレビ系列 |
| 岡山県・香川県 | 岡山放送           | 2012年8月2日 - 9月6日         | 毎週火曜〜金曜 14:58 - 15:53 | フジテレビ系列 |
| 福島県         | 福島テレビ         | 2012年8月6日 - 8月31日        | 毎週月曜〜金曜 16:00 - 16:53 | フジテレビ系列 |
| 福岡県         | テレビ西日本       | 2012年8月6日 - 8月31日        | 毎週月曜〜金曜 17:00 - 17:54 | フジテレビ系列 |
| 日本全域       | BSフジ             | 2012年8月6日 - 12月17日       | 毎週月曜 18:00 - 18:55       | BS放送         |
| 宮城県         | 仙台放送           | 2012年8月8日 - 9月4日         | 毎週月曜〜金曜 15:57 - 16:50 | フジテレビ系列 |
| 中京広域圏     | 東海テレビ         | 2012年8月10日 - 8月23日       | 毎週月曜〜金曜 14:58 - 16:49 | フジテレビ系列 |
| 高知県         | 高知さんさんテレビ | 2012年8月13日 - 9月10日       | 毎週月曜〜金曜 16:00 - 16:53 | フジテレビ系列 |
| 広島県         | テレビ新広島       | 2012年8月13日 - 9月26日       | 毎週月曜〜水曜 16:05 - 17:00 | フジテレビ系列 |
| 長野県         | 長野放送           | 2012年8月16日 - 9月20日       | 毎週月曜〜木曜 16:00 - 16:53 | フジテレビ系列 |
| 石川県         | 石川テレビ         | 2012年8月20日 - 12月17日      | 毎週月曜 25:25 - 26:25       | フジテレビ系列 |
| 青森県         | 青森テレビ         | 2012年8月23日 - 9月20日       | 毎週月曜〜金曜 14:50 - 15:45 | TBS系列        |
| 長崎県         | テレビ長崎         | 2012年8月23日 - 9月21日       | 毎週月曜〜金曜 15:55 - 16:50 | フジテレビ系列 |
| 新潟県         | 新潟総合テレビ     | 2012年8月24日 - 2013年1月25日 | 毎週金曜 15:00 - 15:55       | フジテレビ系列 |
| 大阪府         | テレビ大阪         | 2012年10月3日 - 10月31日      | 毎週月曜〜金曜 9:00 - 9:56   | テレビ東京系列 |
| 長野県         | 信越放送           | 2013年4月26日 - 5月24日       | 毎週月曜〜金曜 13:55 - 14:50 | TBS系列        |
| 北海道         | 北海道文化放送     | 2013年7月8日 - 8月2日         | 毎週月曜〜金曜 14:58 - 15:55 | フジテレビ系列 |
| 愛知県         | テレビ愛知         | 2013年8月14日 - 9月10日       | 毎週月曜〜金曜 8:05 - 9:00   | テレビ東京系列 |
| 鹿児島県       | 南日本放送         | 2013年9月12日 - 10月28日      | 毎週月曜〜木曜 14:30 - 15:25 | TBS系列        |
| 大分県         | 大分放送           | 2014年2月3日 - 3月4日         | 毎週月曜〜金曜 14:55 - 15:55 | TBS系列        |
| 東京都         | TOKYO MX           | 2020年4月1日 - 4月28日        | 毎週月曜〜金曜 11:00 - 11:55 | 独立局         |

## 受賞
- 2012年KBS演技大賞
  - ネチズン人気賞:ユナ